# Kryštof 17
Kryštof 17 byl volací znak a všeobecně rozšířené označení vrtulníku a základny letecké záchranné služby (LZS) v Havlíčkově Brodě na Vysočině. Letecká záchranná služba zahájila v Havlíčkově Brodě činnost v roce 1992. Provozovatelem byla Armáda České republiky, která pro potřeby letecké záchranné služby užívala vrtulníky Mil Mi-2 a Mil Mi-8. Zdravotnickou část osádky tvořili zaměstnanci okresní nemocnice v Havlíčkově Brodě. Vzhledem k tomu, že se základna Kryštof 17 nacházela v blízkosti stanice Kryštof 12 v Jihlavě a současně docházelo k reorganizaci složek Armády ČR, byl k 31. prosinci 1994 ukončen provoz letecké záchranné služby v Havlíčkově Brodě. Jednalo se o jedinou stanici letecké záchranné služby v Česku, která po roce 1993 ukončila činnost.